# ISO 3166-2:PL
ISO 3166-2:PL is een ISO-standaard met betrekking tot de zogenaamde geocodes. Het is een subset van de ISO 3166-2 tabel, die specifiek betrekking heeft op Polen.
De gegevens werden tot op 26 november 2018 geüpdatet op het ISO Online Browsing Platform (OBP). Hier worden 18 provincies - voivodship (en) / voïvodie (fr) / województwo (pl) – gedefinieerd.
Volgens de eerste set, ISO 3166-1, staat PL voor Polen, het tweede gedeelte is een tweeletterige code.

## Codes
| Code  | Nederlands       | Pools               |
| ----- | ---------------- | ------------------- |
| PL-DS | Neder-Silezië    | Dolnośląskie        |
| PL-KP | Kujavië-Pommeren | Kujawsko-pomorskie  |
| PL-LU | Lublin           | Lubelskie           |
| PL-LB | Lubusz           | Lubuskie            |
| PL-LD | Łódź             | Łódzkie             |
| PL-MA | Klein-Polen      | Małopolskie         |
| PL-MZ | Mazovië          | Mazowieckie         |
| PL-OP | Opole            | Opolskie            |
| PL-PK | Subkarpaten      | Podkarpackie        |
| PL-PD | Podlachië        | Podlaskie           |
| PL-PM | Pommeren         | Pomorskie           |
| PL-SL | Silezië          | Śląskie             |
| PL-SK | Święty Krzyż     | Świętokrzyskie      |
| PL-WN | Ermland-Mazurië  | Warmińsko-mazurskie |
| PL-WP | Groot-Polen      | Wielkopolskie       |
| PL-ZP | West-Pommeren    | Zachodniopomorskie  |